# Lašiupis
Lašiupis je potok v Litvě. Teče v okrese Klaipėda (Klaipėdský kraj). Je to pravý přítok řeky Minija. Pramení 0,5 km na sever od obce Birbinčiai v okrese Klaipėda. Teče střídavě směrem jižním a východním. Po průtoku městysem Dovilai, těsně před ústím do Minije se stáčí směrem západním. Do Minije se vlévá jako její pravý přítok 47,9 km od jejího ústí do Atmaty 0,5 km na jih od městysu Dovilai. Břehy jsou nízké.

## Přítoky
Lašiupis nemá významné přítoky.

## Obce při řece
- Zahrádkářská osada při bývalé úzkokolejné trati Rimkai - Gargždai, Birbinčiai, Dovilai